# Eleccions al Parlament de Canàries de 2003
Les Eleccions al Parlament de Canàries de 2003 se celebraren el 25 de maig. Amb un cens d'1.439.784 electors, els votants foren 930.449 (64,6%) i 509.335 les abstencions (35,4%). El partit més votat és Coalició Canària, i mercè a un pacte amb el PP aconseguirà que el seu candidat Adán Martín Menis.
- Els resultats foren:

| ← Eleccions al Parlament de Canàries, 2003 →     |         |       |        |
| Partit                                           | Vots    | %     | Escons |
| Coalició Canària                                 | 304.413 | 33,33 | 23     |
| PP                                               | 283.186 | 31,00 | 17     |
| PSOE                                             | 235.234 | 25,75 | 17     |
| Federación Nacionalista Canaria                  | 44.703  | 4,89  | 3      |
| Los Verdes de Canarias                           | 18.340  | 2,01  |        |
| Izquierda Unida Canaria                          | 12.128  | 1,33  |        |
| APC                                              | 6.737   | 0,32  |        |
| Agrupación Herreña Independiente                 | 2.773   | 0,34  | 2      |
| Alternativa Ciudadana 25 de Maig                 | 2.719   | 0,30  |        |
| PCPC                                             | 1.776   | 0,19  |        |
| Partit Humanista                                 | 1.332   | 0,14  |        |
| Asamblea Conejera-PdA-PCL                        | 964     | 0,11  |        |
| Unión Tinerfeña                                  | 571     | 0,06  |        |
| Partido Político Tagoror Pensionista de Canarias | 449     | 0,05  |        |
| Partido La Gente                                 | 448     | 0,05  |        |
| Democracia Nacional                              | 409     | 0,04  |        |
| Unió Centrista                                   | 43      | 0,01  |        |

A part, es comptabilitzaren 1.806 (1,3%) vots en blanc.

## Diputats electes
- Juan Carlos Alemán (PSOE)
- Adán Martín Menis (Coalició Canària)
- Gabriel Mato Adrover (PP)
- Lorenzo Olarte Cullén (Federación Nacionalista Canaria)